# Miramar (Costa Rica)
Miramar es el distrito primero y ciudad cabecera del cantón de Montes de Oro, en la provincia de Puntarenas, de Costa Rica.
A los habitantes del distrito de Miramar se les conoce como Miramareños.
Conocido por sus amplias zonas naturales y ser un exponente en el deporte nacional.

## Toponimia
Antiguamente a la comunidad de Miramar se le denominó con el nombre de “Los Quemados”, existen dos versiones de porqué ese nombre; la primera se debe a la coloración de los montes, dando la impresión que han sido quemados; la segunda es que anteriormente los cazadores todos los años prendían fuego a los cerros.
El nombre Miramar se debe a Francisco de Paula Amador, quien propuso este nombre en una visita al lugar, debido a que desde la zona existe la posibilidad de observar el Golfo de Nicoya. En el acuerdo ejecutivo número 18 del 23 de abril de 1897 se cambió el nombre de Los Quemados por el de Montes de Oro para el distrito y el de Miramar para la población principal.

## Ubicación
Miramar se ubica en el centro de Montes de Oro, limita al norte con el distrito de La Unión y al sur con San Isidro. Al oeste limita con el cantón de Puntarenas, y al este con los cantones de Esparza y San Ramón de Alajuela.

## Geografía
Miramar cuenta con un área de 110,96 km² y una altitud media de 340 m s. n. m.
Miramar se encuentra en la Vertiente del Pacífico costarricense, en una zona con una gran pendiente. La zona donde se asienta el pueblo es sumamente montañosa y propensa a deslaves en períodos de lluvia.

## Clima
Pertenece a la franja climática tropical, y al microclima de transición entre tropical húmedo (que corresponde al sur de la provincia) y el tropical seco, típico de Guanacaste). Miramar recibe aproximadamente 12 horas de sol por día, y una precipitación anual de 1873 - 2346 mm. [¿cuándo?]

## Demografía
Para el año 2022, Miramar cuenta con una población estimada de 10 172 habitantes, y para el último censo efectuado, en 2011, Miramar contaba con una población de 8298 habitantes.

### Personajes
- Ingeniero Pablo Cob Saborío, expresidente ejecutivo del Instituto Costarricense de Electricidad y declarado Hijo Predilecto del Cantón en 2003[7]

## Localidades
- Poblados: Alto Pavones, Bajo Zamora, Barbudal, Bellavista, Brillante (parte), Cabuyal, Delicias, Fraijanes, Lagunilla, Río Seco, Tajo Alto, Trinidad, Zagala Vieja, Zamora, Zapotal (parte).

## Cultura

### Deportes
Miramar cuenta con el Equipo de Voleibol Masculino que disputa actualmente el Torneo de Primera División del País, además posee otras disciplinas como Taekwondo, Atletismo, Ciclismo, Fútbol entre otras. También en el cantón hay un redondel de toros y diversas plazas de fútbol (sintética y naturales).

## Economía
En Miramar se registra la presencia de comercios: tiendas de electrodomésticos, supermercados, bares y restaurantes, ferreterías y otros. Además, existe un mercado en el centro del pueblo. Hay oficinas bancarias, una clínica de la Caja Costarricense del Seguro Social, Alcohólicos Anónimos, Cruz Roja Costarricense y otros.
En las afueras de Miramar se ubica la Mina Bellavista, cuyo desarrollo y extracción aurífera han estado siempre acompañados por la polémica, pues grupos ambientalistas se oponen a tales actividades, mientras que otros grupos (especialmente relacionados con empleados de la mina y fuerzas políticas) la defendíeron como fuente de empleo.
El turismo ecológico se ha convertido en una importante fuente de ingresos para Miramar. Turistas que transitan hacia las zonas montañosas del cantón se detienen en Miramar para comprar víveres, comer, consumir licor, y demás actividades que ofrece el pueblo.

## Transporte

### Carreteras
Al distrito lo atraviesan las siguientes rutas nacionales de carretera:
- Ruta nacional 1
- Ruta nacional 144
- Ruta nacional 615

Miramar se encuentra conectada por medio de servicios de buses con la ciudad de Puntarenas y con San José. Ambos servicios son regulares y parten del centro de Miramar (donde en 2011 se construye una nueva terminal de buses al costado suroeste de la plaza de fútbol).